# Verfeil (Górna Garonna)
Verfeil – miejscowość i gmina we Francji, w regionie Oksytania, w departamencie Górna Garonna.
Według danych na rok 1990 gminę zamieszkiwało 2265 osób, a gęstość zaludnienia wynosiła 55 osób/km² (wśród 3020 gmin regionu Midi-Pireneje Verfeil plasuje się na 151. miejscu pod względem liczby ludności, natomiast pod względem powierzchni na miejscu 155.).

## Zabytki

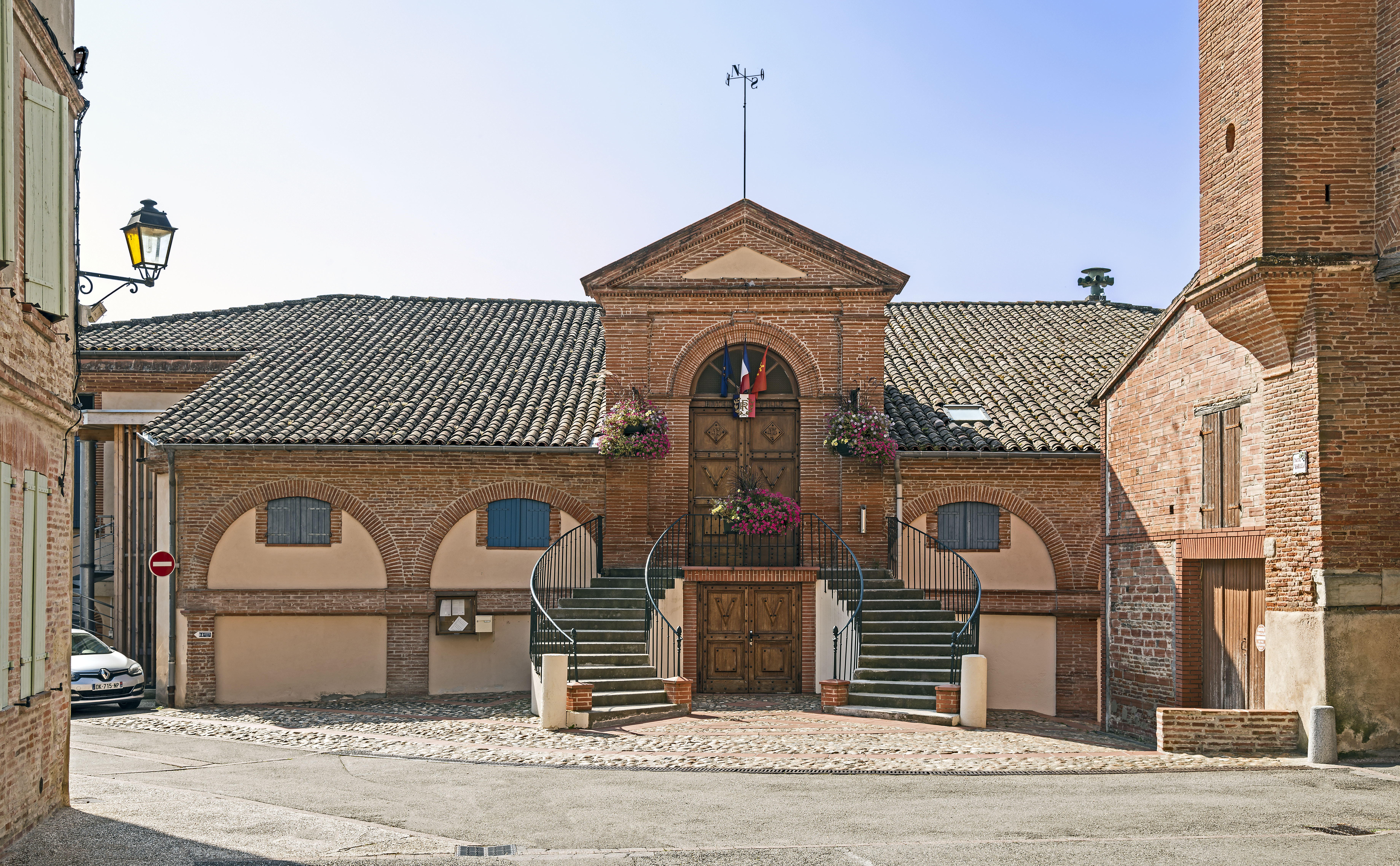
Ratusz.
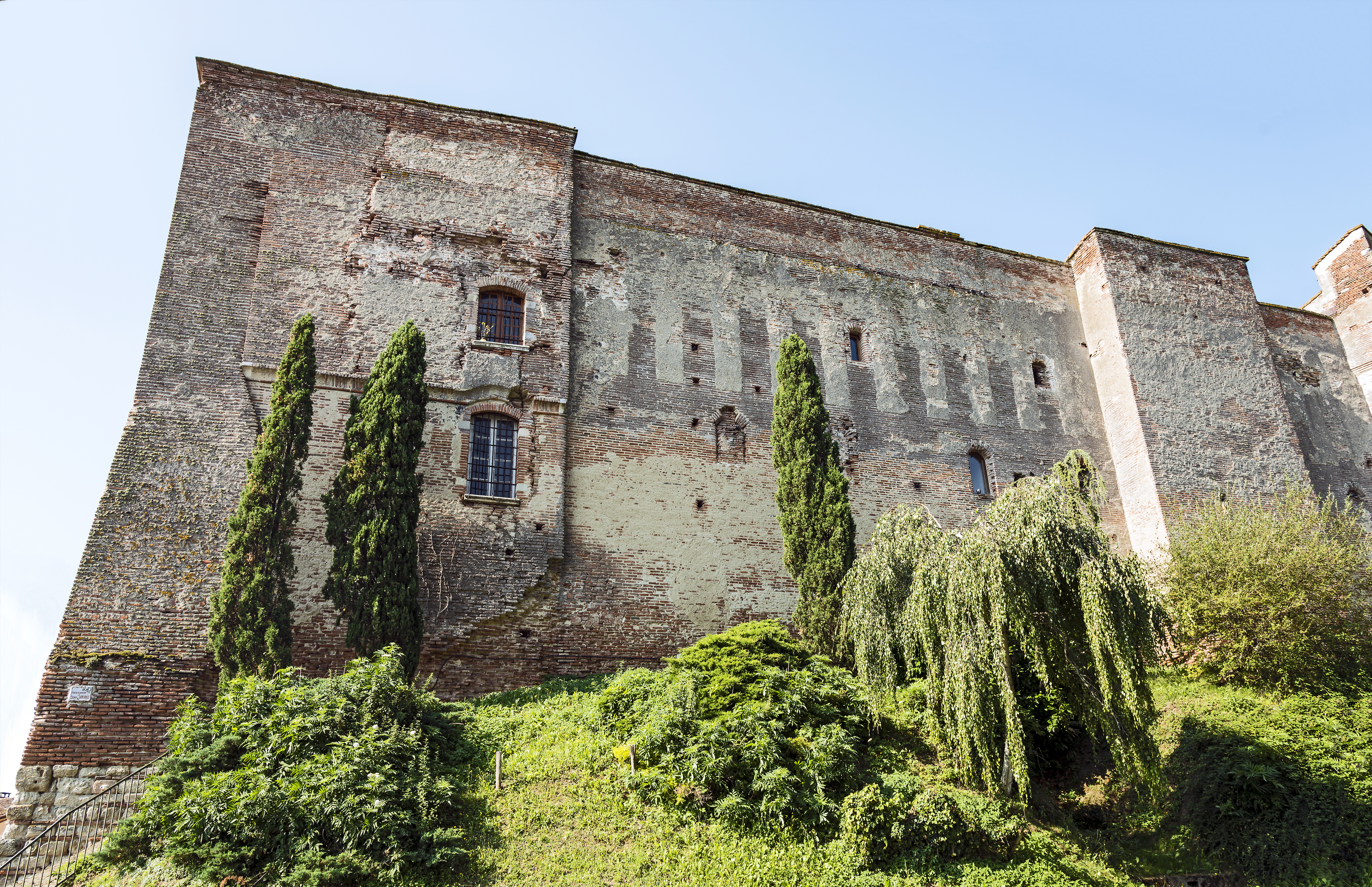
Zamek.
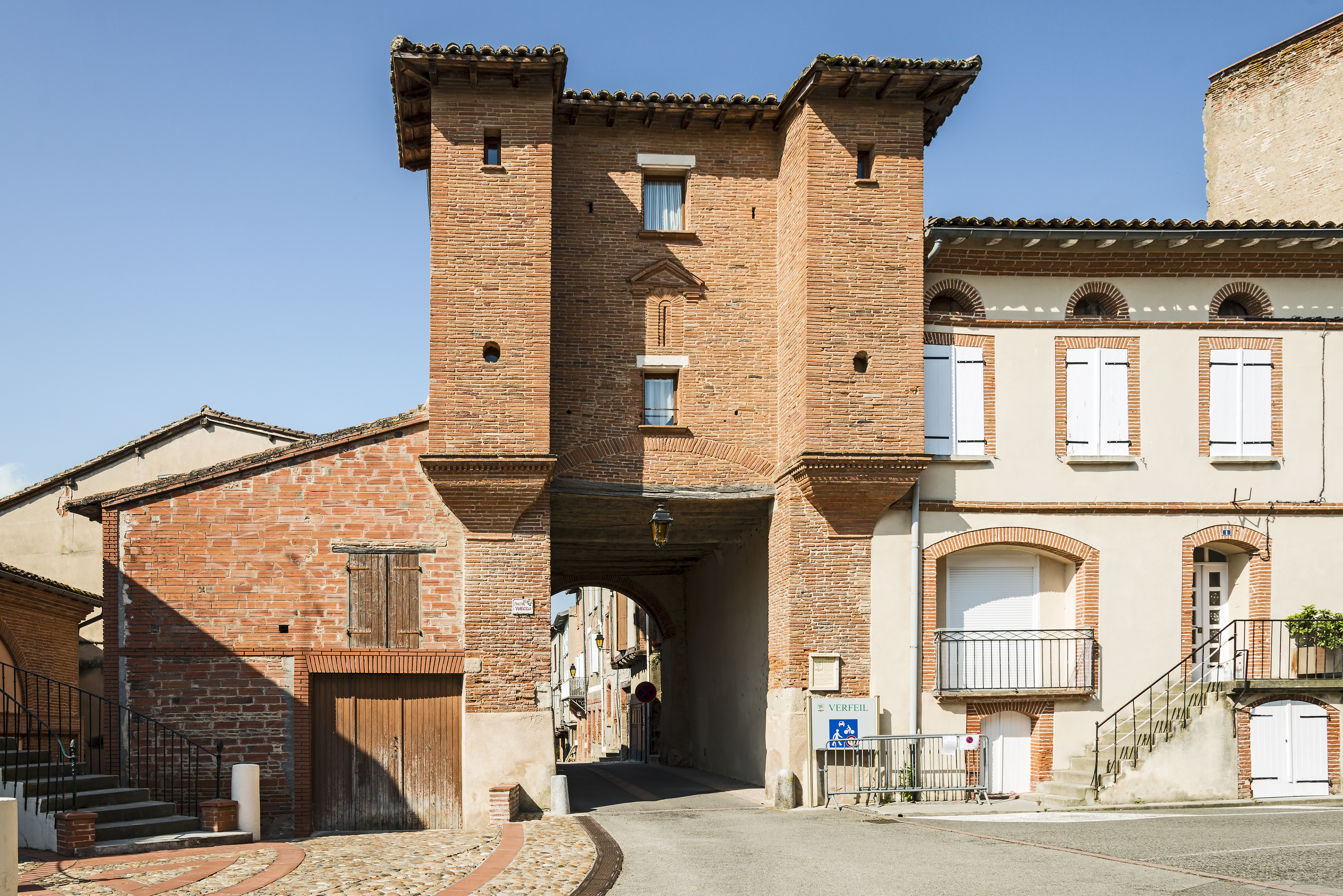
Brama "Vaureze".
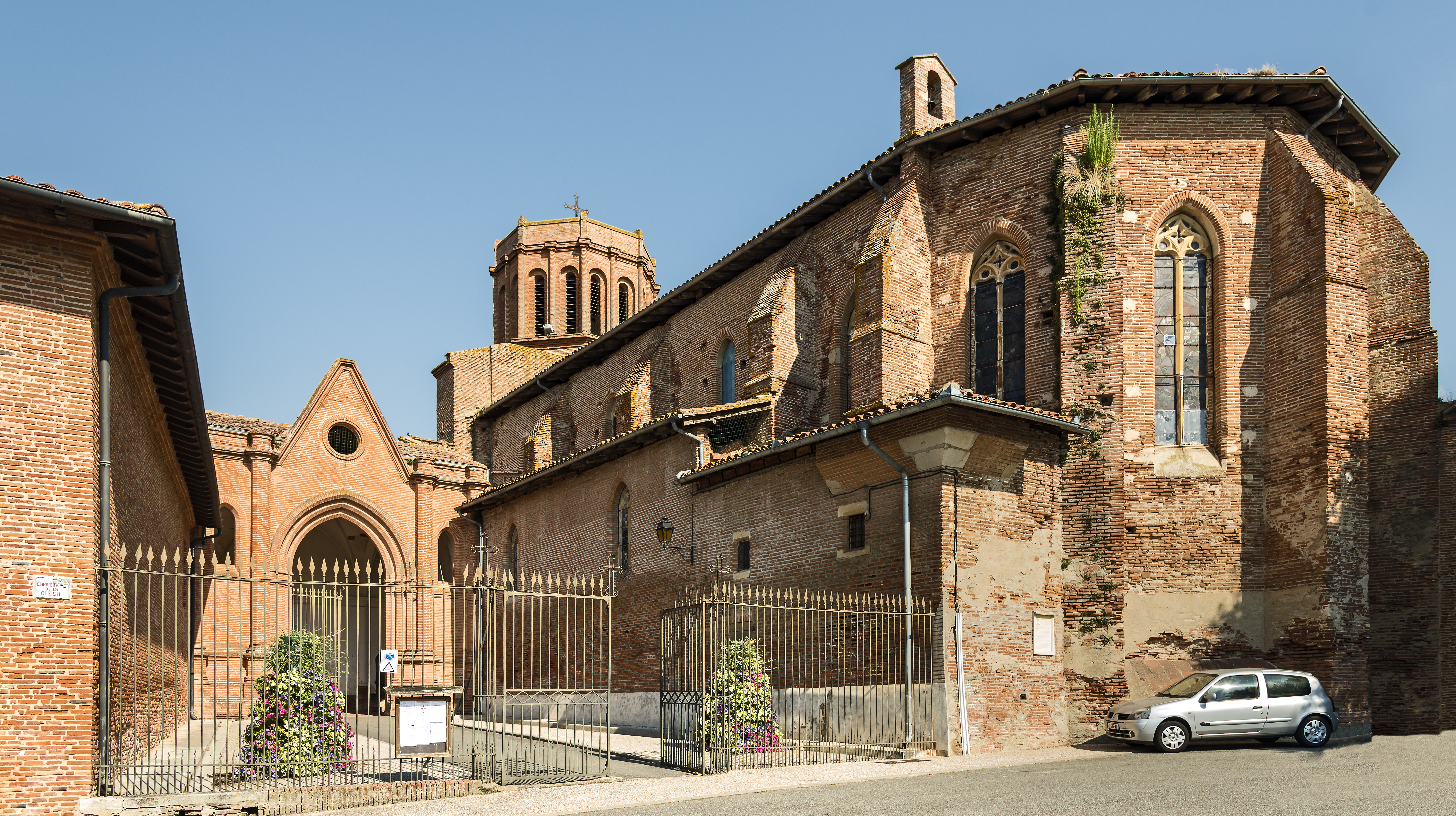
Kościół "Św Blaise".
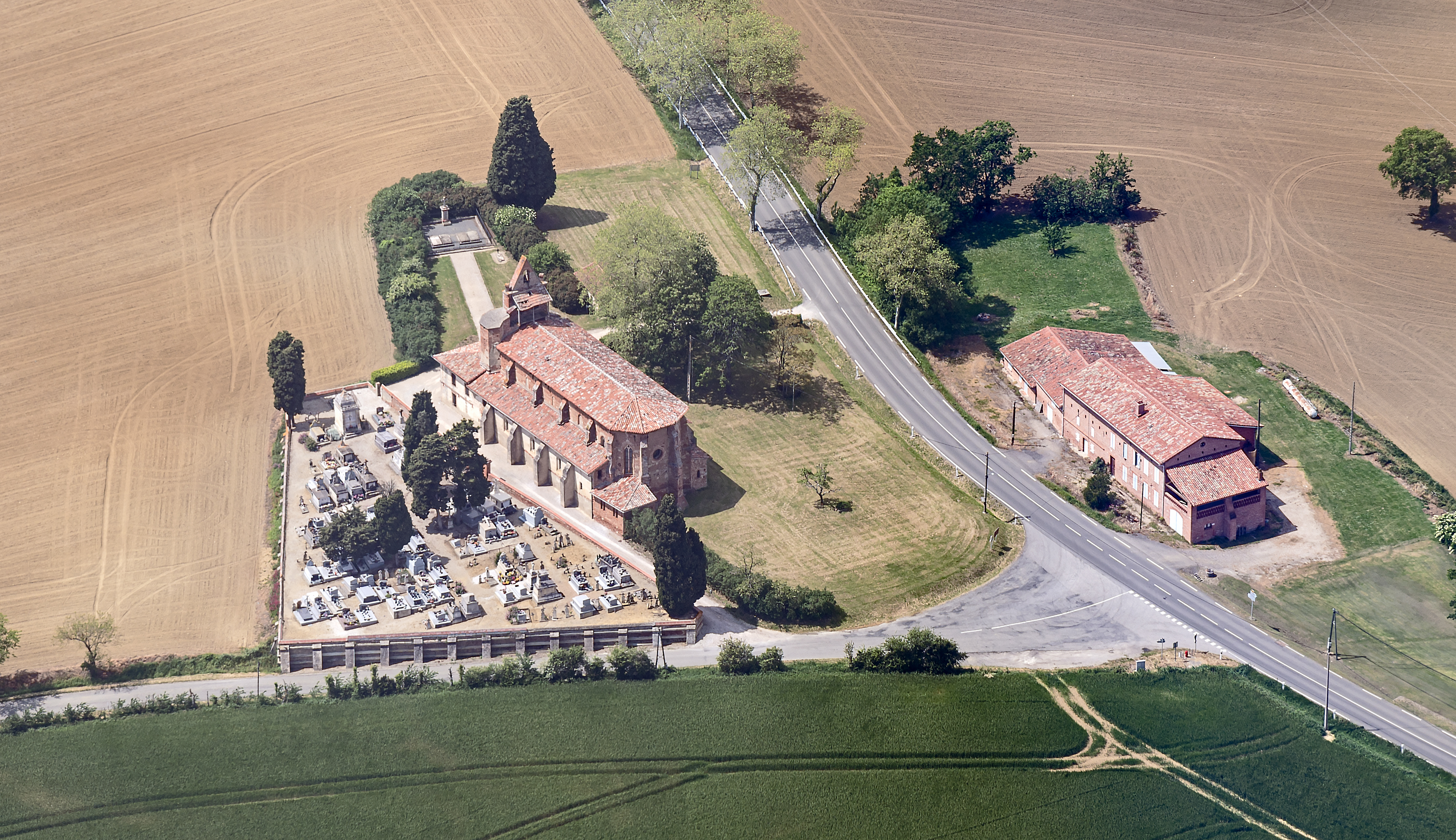
Kościół "Saint-Sernin-des-Rais".
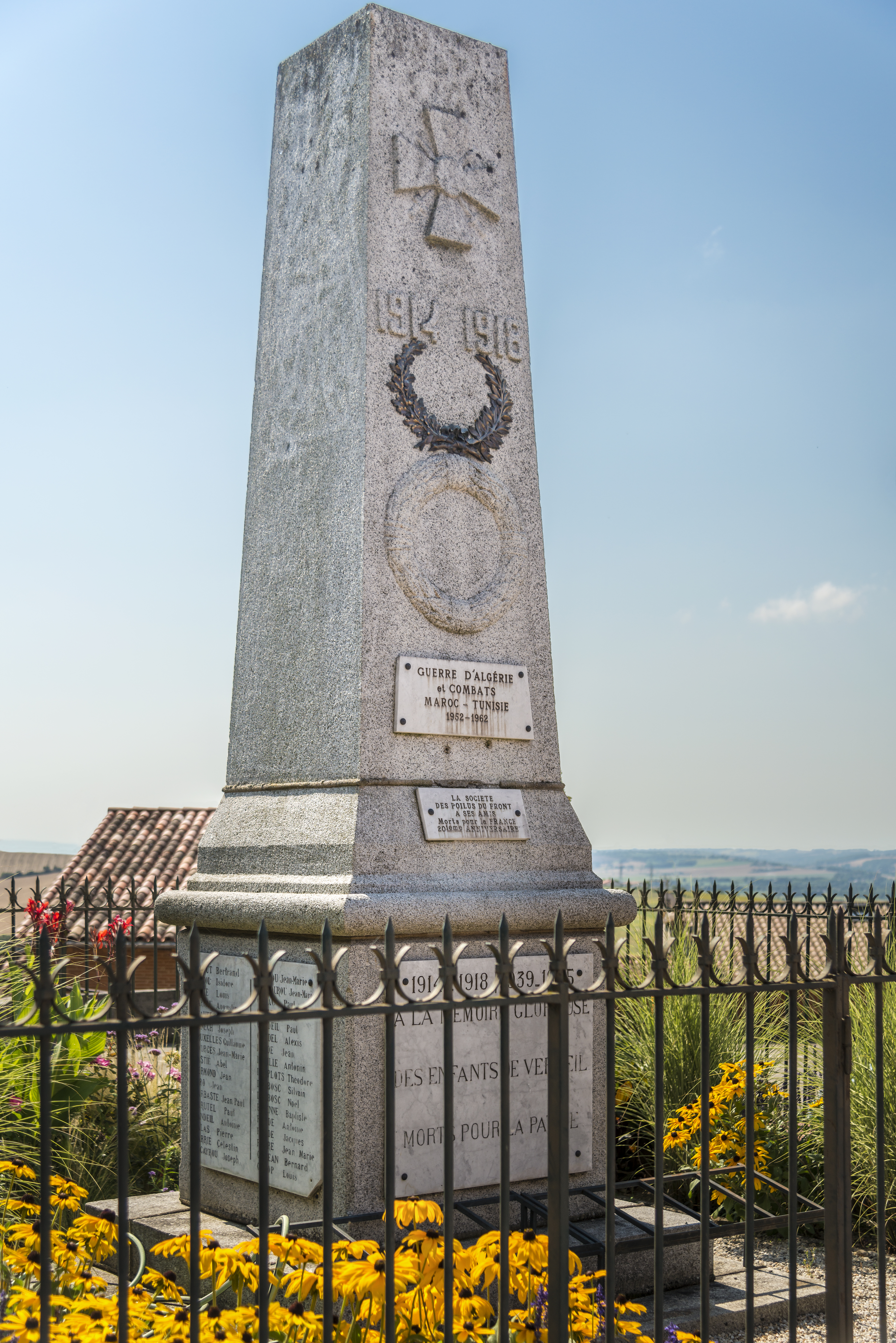